# Revolta de Sardenya (1353-1355)
La Revolta de Sardenya fou un dels episodis de la Guerra veneciano-genovesa.

## Antecedents
Durant la primera guerra la Corona d'Aragó es va aliar amb la República de Venècia, participant amb trenta-tres galeres comandades per Ponç de Santa Pau que derrotaren als genovesos a la batalla del Bòsfor el 1352.

## La guerra
Marià IV d'Arborea el 1353 durant la guerra veneciano-genovesa va capgirar la seva política i es va oposar a la dominació catalana, lluitant contra Gerard Gherardeschi, vassall lleial a la Corona d'Aragó a qui s'havia donat el feu de Monteleone, ocupat per Riambau de Corbera en 1352 i va atacar (al sud) Castel di Castro però fou rebutjat i en va iniciar el setge; tot seguit va atacar el nord aliat amb els Dòria i va conquerir l'Alguer amenaçant Sàsser.
En 1353 Bernat II de Cabrera comandà un estol de 46 galeres que s'havien reunit a Menorca, salpant de Maó el 18 d'agost, arribant a l'Alguer el 25 d'agost, on s'hi trobaren amb 20 galeres venecianes comandades per Nicolò Pisani. Una flota genovesa de 60 galeres comandada per Antonio Grimaldi pretenia atacar les dues flotes per separat. La flota de Bernat II de Cabrera i Nicolò Pisani, empesa pel vent de xaloc, derrotà el 27 d'agost de 1353 a la genovesa al Port del Comte, als afores de l'Alguer. Els genovesos van perdre 33 galeres i van patir 2.000 morts i foren capturats 3.500 presoners. La derrota genovesa va permetre la conquesta de l'Alguer a Bernat II de Cabrera, que va deixar de capità Gispert de Castellet amb una guarnició i va marxar amb els presoners, les galeres pròpies i les capturades en direcció a Càller, però tan bon punt Bernat de Cabrera va marxar, la ciutat es rebel·là massacrant la guarnició, i Gispert de Castellet va fugir a Càller perseguit pels revoltats mentre Marià iniciava una lluita de guerrilles i emboscades.
Bernat II de Cabrera va fer armar les companyies a cavall i d'infanteria que estaven a Caller i acompanyat de Gilabert de Centelles i de Castellet, Olf de Pròixida, Ot de Montcada i de Montcada i Francesc de Perellós va sortir a l'encontre dels revoltats, entre set-sents i vuit-cents homes a cavall i nombrosos infants, trobant-se a Quart. Els catalans van derrotar els revoltats, provocant-los mil cinc-centes baixes.
Tement la resposta catalana, Gènova va enviar un nombrós contingent toscà, genovès i llombard, però Pere el Cerimoniós va conquerir l'Alguer l'any següent.
A la tardor de 1355, la unió de les forces de Marià d'Arborea i Matteo Doria, que sumaven 2000 homes a cavall i 1500 infants suggerí la cerca de la pau, per la que Marià obtingué l'autonomia per al Jutjat d'Arborea, Pere el Cerimoniós obtingué l'Alguer, que fou repoblat per catalans, i Matteo Doria obtingué Monteleone.

## Conseqüències
La derrota va deixar tan afeblida la República de Gènova que es va veure obligada a oferir el govern de la república a Joan Visconti, el senyor de Milà.
Van seguir deu anys de pau en las que Marià va reforçar l'exèrcit i va fer progressar el país gràcies a bones condicions econòmiques; les lleis van ser recopilades per escrit (abans eren orals). El 1364 es va reprendre la guerra i va demanar permís al Papa que a canvi d'una concessió el va autoritzar; Marià es va apoderar ràpidament de quasi tota l'illa i els aragonesos només van conservar el castell de Càller, L'Alguer i Sàsser. Pere III va armar una poderosa flota i en va donar el comandament a Pere de Luna, que fou derrotat mentre intentava acostar-se a Oristany. El 1368 Marià va ocupar Sàsser i el rei va obtenir 150.000 lliures a les Corts de Barcelona Quan preparava l'assalt final va morir de pesta el 1375.